# نراد بوتانی
نراد بوتانی (نام علمی: Abies densa) نام یک گونه از سرده نراد است.